# Kościół Najświętszego Serca Jezusowego w Drezdenku
Kościół pw. Najświętszego Serca Jezusowego w Drezdenku – rzymskokatolicki kościół parafialny w Drezdenku, w powiecie strzelecko-drezdeneckim, w województwie lubuskim. Należy do dekanatu Drezdenko, diecezji zielonogórsko-gorzowskiej. Znajduje się przy ulicy Niepodległości, w części miasta zwanej Nowym Drezdenkiem.

## Historia
Świątynia została wybudowana w 1914 roku jako kościół ewangelicki. Kościół został zaprojektowany przez budowniczego Prejawę ze Strzelec Krajeńskich. Kościół otrzymał wtedy trzy dzwony, odlane w firmie C.F. Urlicha. Organy zostały wykonane w Szczecinie, w pracowni Grynberga. Zapewne podczas I wojny światowej dwa z dzwonów zostały przetopione dla celów wojskowych. Po 1945 roku kościół przejęty został przez katolików. 23 grudnia 1946 roku został poświęcony i otrzymał obecne wezwanie. Budowla była kilkakrotnie malowana. W 1985 roku zastąpiono dachówkę ceramiczną na dachu blachą ocynkowaną. Pod koniec lat osiemdziesiątych ubiegłego stulecia w oknach wstawiono witraże wykonane przez poznańskiego artystę Golembowskiego. Od 31 marca 2002 roku świątynia jest samodzielnym kościołem parafialnym.

## Wyposażenie
Budowla posiada posadzkę marmurową, wykonaną pod koniec lat osiemdziesiątych ubiegłego stulecia. W ołtarzu głównym mieści się obraz Najświętszego Serca Pana Jezusa namalowany przez braci Goldów z Mikołowa. Ołtarz boczny Matki Bożej Nieustającej Pomocy i stacje Drogi Krzyżowej umieszczone były wcześniej w kościele Przemienienia Pańskiego, natomiast ambona pochodzi z kościoła Matki Bożej Szkaplerznej w Lubiewie.